# Hội nghị thượng đỉnh G20 2014 tại Brisbane
Hội nghị thượng đỉnh G-20 Australia 2014 là hội nghị thứ chín của những người đứng đầu chính phủ các quốc gia thành viên nhóm các nền kinh tế lớn G-20.
Hội nghị được tổ chức tại Brisbane, thành phố thủ phủ của Queensland, Australia, từ ngày 15–16 tháng 11 năm 2014.
Địa điểm tổ chức là Trung tâm Hội nghị & Triển lãm Brisbane ở Nam Brisbane. Đây là sự kiện mà cảnh sát được huy động nhiều nhất trong thời bình ở Australia.
Ngày 1 tháng 12 năm 2013 Brisbane trở thành thành phố chủ nhà chính thức của hội nghị G20.Thành phố Brisbane được nghỉ lễ một ngày vào ngày 14 tháng 11 năm 2014. Hơn 4.000 đại biểu được ước tính tới dự cùng với đại diện của khoảng 2.500 cơ quan thông tấn, truyền thông. Lãnh đạo các nước Mauritanie, Myanmar, New Zealand, Senegal, Singapore, và Tây Ban Nha cũng được mời tới hội nghị này.

## Chương trình nghị sự
Các nhà lãnh đạo châu Âu bày tỏ mong muốn thúc đẩy và hỗ trợ sự phục hồi của nền kinh tế sau khi kinh tế thế giới bước qua khủng hoảng tài chính toàn cầu. Chủ tịch Ủy ban châu Âu Barroso và Chủ tịch Hội đồng châu Âu Van Rompuy nhấn mạnh tầm quan trọng của các chiến lược hợp tác phát triển cũng như hoàn tất các thỏa thuận cải cách tài chính trọng tâm, cũng như thuế và chống tham nhũng.
Theo Waheguru Pal Singh Sidhu mục tiêu chính của hội nghị là "cung cấp ưu tiên chiến lược cho sự phát triển, cân bằng lại nền tài chính và thúc đẩy kinh tế, đầu tư và cơ sở hạ tầng, sự linh động trong tuyển dụng và việc làm". Giáo sư luật tài chính quốc tế Ross Buckley của Đại học New South Wales cho rằng hội nghị nên tập trung vào việc thi hành các chiến lược sẵn có thay vì tìm kiếm một thỏa thuận cải cách mới.
Biến đổi khí hậu không được đưa vào thảo luận chính thức tại hội nghị; Thủ tướng Úc Tony Abbott phát biểu rằng ông không muốn chương trình nghị sự bị "phân tán" bởi các đề tài khác ngoài tăng trưởng kinh tế. Các nhà lãnh đạo Liên minh châu Âu và Hoa Kỳ được cho là không hài lòng với quyết định này. Tại các kỳ hội nghị trước đây biến đổi khí hậu luôn được đưa vào đàm thảo.
Truyền thông Úc nhận định Úc sẽ có ảnh hưởng quan trọng tới chương trình nghị sự. Mike Callaghan, giám đốc Trung tâm Nghiên cứu G20 tại Viện Chính sách Quốc tế Lowy cho rằng nếu hội nghị G20 muốn đạt được những kết quả quan trọng thì nên tập trung vào việc tăng cường đầu tư cho cơ sở hạ tầng, các hệ thống thương mại đa phía và chống lại Base Erosion and Profit Shifting (BEPS). Các cuộc thảo luận về lỗ hổng thuế đã được châm ngòi bởi việc hé lộ các thỏa thuận bí mật về thuế giữa hơn 340 tập đoàn đa quốc gia và Luxembourg.